# Linia kolejowa Neustrelitz – Warnemünde
Linia kolejowa Neustrelitz – Warnemünde – linia kolejowa w Meklemburgii-Pomorzu Przednim, w północnych Niemczech. Jest to ważna zelektryfikowana i przeważnie dwutorowa magistrala kolejowa. Ma długość prawie 130 km i biegnie z Neustrelitz do Warnemünde (dzielnica portowa Rostocku). Inna nazwa linii to Lloydbahn, która pochodzi od spółki Deutsch-Nordischer Lloyd, która wybudowała linię kolejową pod nazwą Neustrelitz-Warnemünder Eisenbahn.